# Capilla Real de Madrid

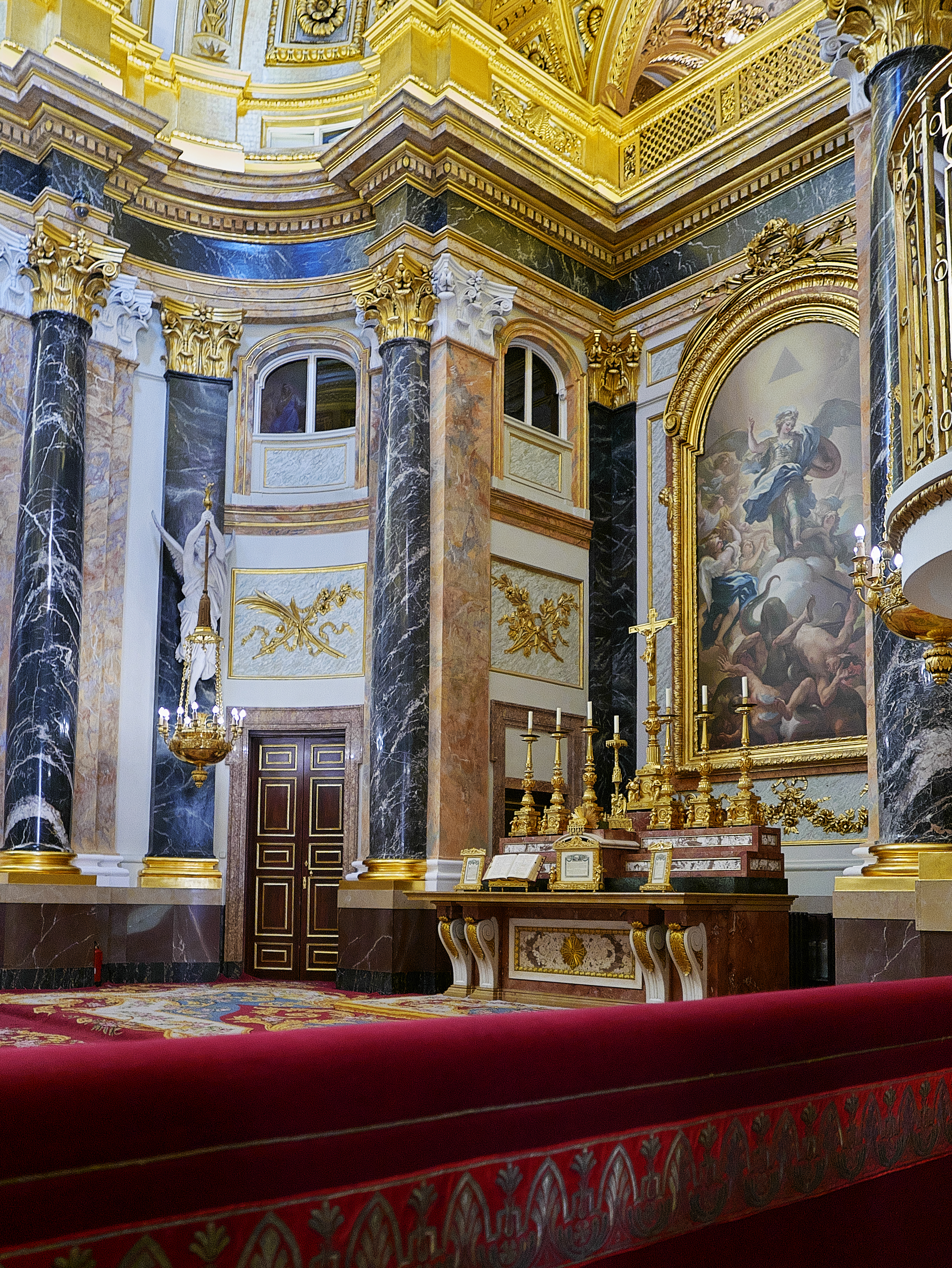
Interior de la Capilla Real de Madrid.

La Capilla Real es la capilla del Palacio Real de Madrid y también una institución ligada a la Casa Real Española y que forma parte fundamental de la Corte de los reyes.

## Historia
La oficina de la Capellanía estaba presidida por el capellán del Rey, cargo que habitualmente ostentaba el título de Patriarca de las Indias Occidentales, cuya cátedra se instaló en la capilla del Palacio Real de Madrid. Desde la creación de la Diócesis de Madrid-Alcalá, a mediados del siglo XIX, el citado Patriarcado y la Capellanía Real fueron reunidos en la persona del Obispo de Madrid.
Organizativamente, dentro de la Corte dependían de la Capellanía todos los asuntos religiosos en los que intervenía la Familia Real (bodas, bautizos, funerales, etc.) y todas las celebraciones litúrgicas desarrolladas en los Sitios Reales. Además el Capellán siempre actuaba como testigo del notario en cualquier acto que afectara a la Casa Real (consumaciones matrimoniales, nacimientos, defunciones, etc.). El personal a ella adscrito contaba, además del clero y servicio, del organista y de la orquesta de cámara de los reyes, por lo que la influencia de esta institución en la música española fue grandísima.
Desde 1978, con la entrada en vigor de la nueva Constitución Española, la Capilla Real, aunque sigue dependiendo orgánicamente de Patrimonio Nacional, no forma parte organizativa de las instituciones que atienden a la Casa de Su Majestad el Rey.
En tiempos recientes la Capilla Real ha sido utilizada para funerales de la familia real española, sirviendo como capilla ardiente en abril de 1993 para Juan de Borbón, conde de Barcelona, y en enero de 2000 para María de las Mercedes de Borbón y Orleans, condesa de Barcelona. En noviembre de 2000 se celebró un Te Deum en esta capilla para conmemorar el 25 aniversario de la proclamación de Juan Carlos I como rey de España.

## Descripción
Es uno de los puntos más interesantes, desde el punto de vista arquitectónico, de todo el Palacio. Situada en el centro del lado norte de la planta principal del palacio, tiene su acceso desde la galería que rodea el patio central.
Sacchetti realizó un primer proyecto pero Fernando VI se decantó finalmente por el presentado en 1749 por Ventura Rodríguez, por entonces ayudante del primero. La Capilla fue realizada entre 1750 y 1759. La planta es de tipo central o elíptica, estando coronada por una cúpula de media naranja. A cada uno de los ángulos que describen la planta, salvo el atrio, que presenta pilastras negras que imitan el mármol, se encuentra adosada una columna de mármol negro extraído de una cantera de Mañaria (Vizcaya), hasta un total de dieciséis, de una sola pieza. Estas columnas están coronadas con capiteles en estuco dorado.

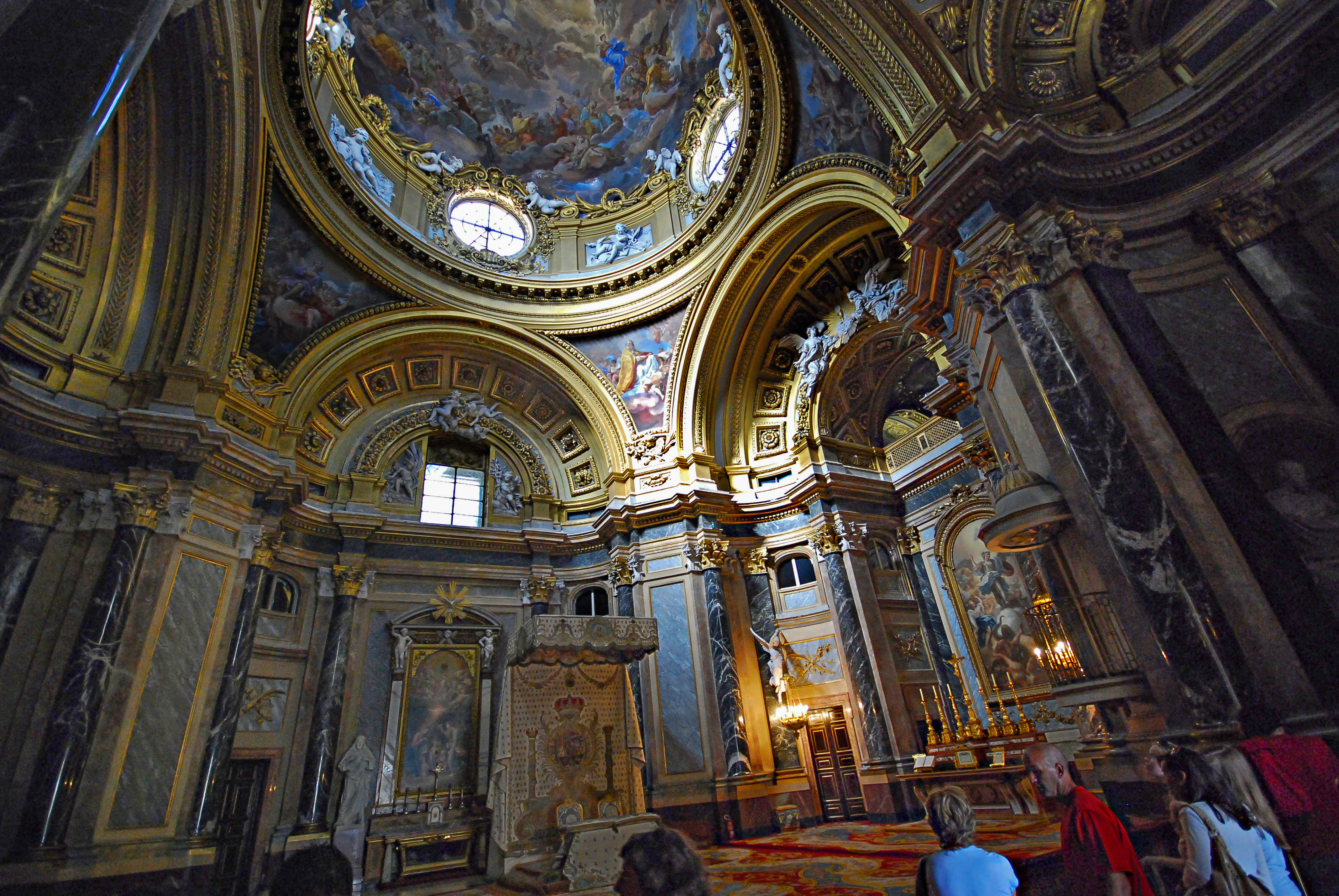
Interior.

La distribución de la capilla es clásica: al este se sitúa el altar mayor, de mármol; al norte el altar del evangelio; al oeste el órgano y el atrio es el vestíbulo. Los asientos reales se hallan en el lado norte, próximo al altar mayor, que está a su derecha.
El pintor Corrado Giaquinto fue encomendado para diseñar y dirigir los trabajos de la decoración de la Capilla Real y él mismo pintó los frescos tanto del atrio (Santiago en la batalla de Clavijo) como en la cúpula central (La Coronación de la Virgen), los cuatro santos españoles de las pechinas (San Leandro; San Hermenegildo; San Isidro Labrador y Santa María de la Cabeza) y en la tribuna del coro, una Alegoría de la Religión. Las esculturas en yeso de los Evangelistas, de tamaño mayor del natural, situadas en el atrio, son obra de José Ginés, y los ángeles del tambor fueron realizados por Felipe de Castro.
La Capilla presenta dos altares. Sobre el altar mayor hay un cuadro del arcángel San Miguel (San Miguel triunfando sobre los demonios) de Bayeu, según original perdido de Luca Giordano, y un tabernáculo de bronce dorado y piedras duras, obra de Domenicino Montini (1619). En el altar del evangelio, el cuadro de La Anunciación, obra postrera de Mengs, flanqueado por estatuas modernas de mármol del Corazón de Jesús y de María, de la mano de Juan Sansó. El dosel y los sillones de los soberanos son de la época de Fernando VI y fueron realizados en raso blanco con bordados de plata y sedas de colores. El órgano, construido en 1778 por el mallorquín Jorge Bosch, está considerado como una auténtica obra maestra y conserva aún hoy su perfecta sonoridad. Se conservan en la Capilla los restos de San Félix, el cual está representado en una figura de cera dentro de un nicho acristalado.
En el lado izquierdo del altar se encuentra el relicario de la capilla, ricamente decorado por Francesco Sabatini en los primeros años de la década de 1790.